# OpenSCAD
OpenSCAD — открытая система автоматизированного проектирования для параметрического создания твердотельных трёхмерных объектов.
OpenSCAD не является интерактивным редактором, но программа создает модель на основе текстового описания и перестраивает её при каждом изменении.
OpenSCAD предоставляет два основных метода моделирования: конструктивная блочная геометрия и экструзия (выдавливание) двухмерных контуров. Для задания двухмерных контуров используются AutoCAD DXF-файлы. В дополнение к двухмерному пути экструзии возможно чтение проектных параметров из файлов DXF, STL и OFF.
OpenSCAD доступен в официальных репозиториях популярных Linux-дистрибутивов. Существует браузерная альтернатива — OpenJSCAD, поддерживающая импорт файлов OpenSCAD.